# Chantal Akerman

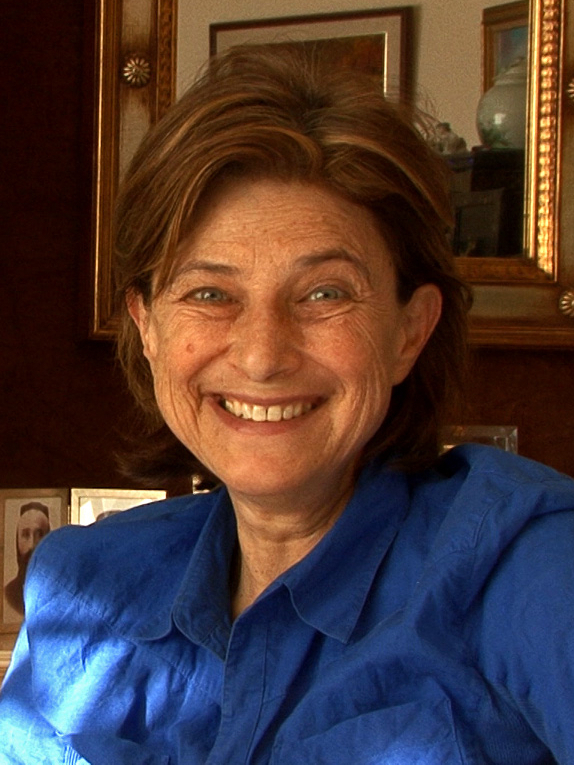
Chantal Akerman (2012)

Chantal Anne Akerman (* 6. Juni 1950 in Brüssel; † 5. Oktober 2015 in Paris) war eine belgische Filmregisseurin, Drehbuchautorin und Schauspielerin.

## Leben
Chantal Akerman war die Tochter jüdischer Holocaust-Überlebender aus Polen. Ein Studium an der belgischen Filmhochschule brach Akerman 1967 nach wenigen Monaten ab. 1968 studierte sie Theaterwissenschaft in Paris und trat  mit Kurz- und Experimentalfilmen an die Öffentlichkeit. Ihre folgenden Filme waren vorwiegend Frauenporträts. Akerman  distanzierte sich anfangs in der Bildsprache und Technik radikal vom üblichen unterhaltenden Erzählkino.
Internationale Anerkennung erlangte sie 1975 mit dem Film Jeanne Dielman. In späteren Filmen gab sie diese Radikalität zugunsten einer konventionelleren Struktur und Erzählweise auf. Ihr gesamtes Œuvre umfasst über vierzig Kurz- und Langfilme.
Homosexualität ist ein wiederkehrendes Element in Akermans Werk, auch wenn sie sich gegen die Reduktion auf Teilaspekte ihrer Identität wehrte. Mit der Cellistin Sonia Wieder-Atherton hatte Akerman eine langjährige Beziehung.
Chantal Akerman starb am 5. Oktober 2015 im Alter von 65 Jahren in Paris durch Suizid.
Auf der Documenta11 wurde ihre Filminstallation From the other side (2002) gezeigt. Im Jahr 2011 fand eine Chantal Akerman gewidmete Filmretrospektive im Österreichischen Filmmuseum statt. Das Museum van Hedendaagse Kunst Antwerpen präsentierte im Jahr 2012 ebenfalls eine Retrospektive.

## Filmografie (Auswahl)
- 1968: Saute ma ville
- 1971: L’Enfant aimé ou Je joue à être une femme mariée
- 1972: La Chambre
- 1973: Hotel Monterey
- 1973: Hanging Out Yonkers
- 1973: Les grands-mères
- 1973: Le 15/8
- 1974: Ich, du, er, sie (Je tu il elle)
- 1975: Jeanne Dielman (Jeanne Dielman, 23, Quai du commerce, 1080 Bruxelles)
- 1977: Briefe von zu Haus (News from Home)
- 1978: Annas Begegnungen (Les Rendez-vous d’Anna)
- 1980: Dis-moi, Frankreich
- 1982: Eines Tages fragte mich Pina (Un jour Pina m’a demandé) (Dokumentarfilm über die Arbeit von Pina Bausch)
- 1982: Hôtel des Acacias
- 1982: Eine ganze Nacht (Toute une nuit)
- 1983: Les Années 80
- 1983: L’Homme à la valise
- 1984: J’ai faim, j’ai froid
- 1984: Lettre d’une cinéaste: Chantal Akerman
- 1984: New York, New York bis
- 1984: Family Business
- 1986: Die Trägheit (Portrait d’une paresseuse/La paresse)
- 1986: Letters home
- 1986: Rue Mallet-Stevens
- 1986: Le Marteau
- 1986: Golden Eighties
- 1988: Histoires d’Amérique: Food, Family and Philosophy
- 1990: Les Trois Dernières Sonates de Franz Schubert
- 1991: Nuit et Jour – Die Nacht, der Tag (Nuit et jour)
- 1991: Amnesty International – Schreiben gegen das Vergessen (Amnesty International – Écrire contre l’oubli)
- 1992: Le Déménagement
- 1993: Aus dem Osten (D’Est) (Dokumentarfilm)
- 1993: Porträt eines Mädchens am Ende der 60er Jahre in Brüssel (Portrait d’une jeune fille de la fin des annees 60, à Bruxelles)
- 1996: Eine Couch in New York (Un divan à New York)
- 1996: Chantal Akerman par Chantal Akerman
- 1999: Süden (Sud)
- 2000: Die Gefangene (La Captive)
- 2002: Jenseits von Sonora – Mexiko (De l’autre côté)
- 2004: Morgen ziehen wir um (Demain on déménage)
- 2006: Là-bas
- 2007: O Estado do Mundo, Segment: Tombée de nuit sur Shanghai
- 2008: Women from Antwerp in November (Kurzfilm)
- 2009: À l’Est avec Sonia Wieder-Atherton (Dokumentarfilm)
- 2011: La Folie Almayer
- 2015: No Home Movie (Dokumentarfilm)

## Auszeichnungen (Auswahl)
- 1976: Chicago International Film Festival, Bester Film (Bronze Hugo) für Annas Begegnungen (Les rendez-vous d’Anna)
- 1996: Internationales Filmfestival Karlovy Vary, Award of Ecumenical Jury – Special Mention für Eine Couch in New York (Un divan à New York)
- 2001: Nuremberg International Human Rights Film Festival, Nuremberg International Human Rights Film Award – Special Mention für Süden (Sud)
- 2005: Prix Lumières, Bester französischsprachiger Film für Morgen ziehen wir um (Demain on déménage)
- 2014: Friedrich-Wilhelm-Murnau-Filmpreis[6]

## Ehrungen, Rezeption

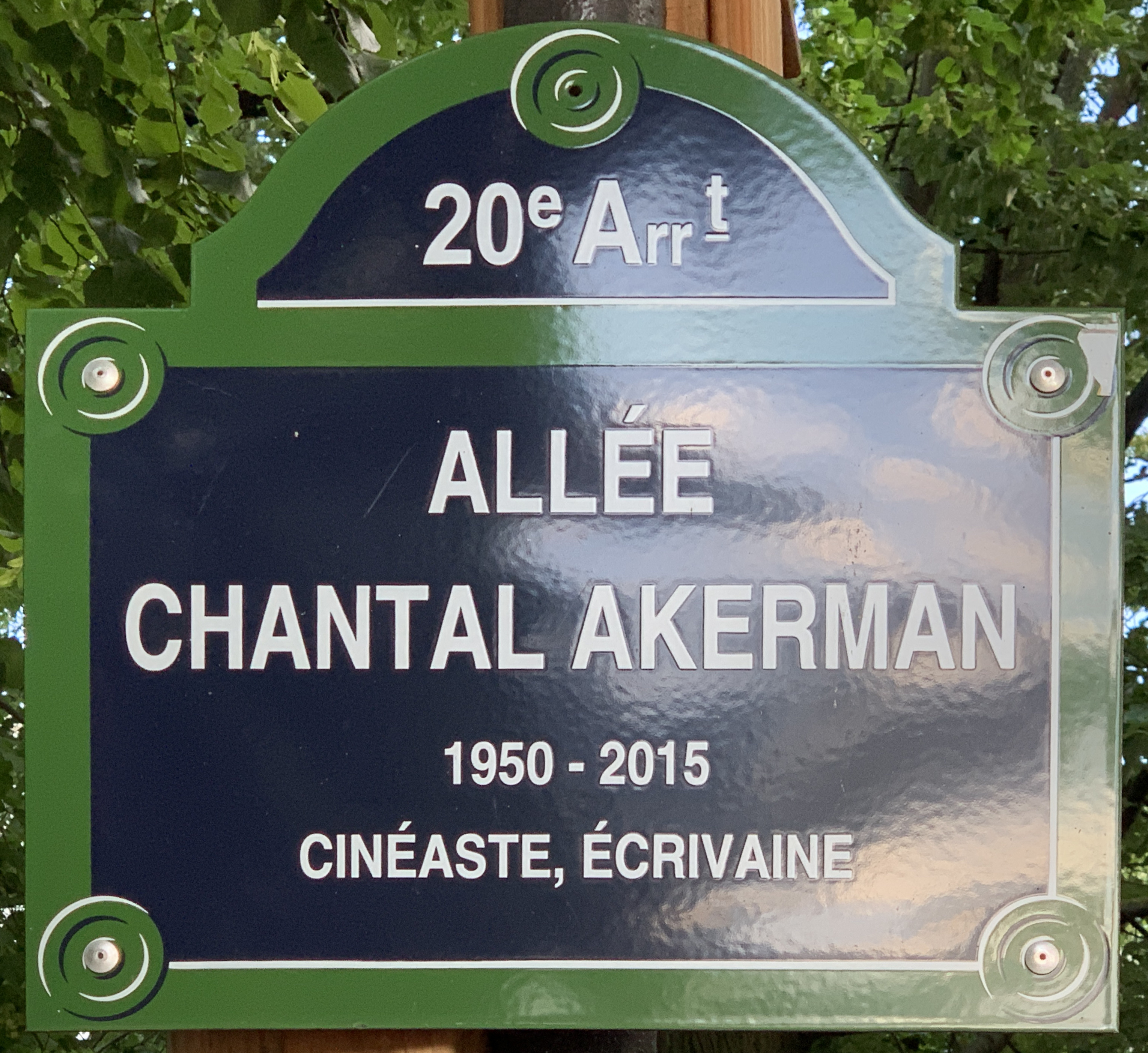
Paris, Rue Sorbier, Allée Chantal Akerman

- Auf der Berlinale 2016 wurde Ich, du, er, sie anlässlich des 30-jährigen Jubiläums des Teddy Awards als ein wichtiger Meilenstein queerer Filmgeschichte gezeigt.[7]
- Vinzenz Hediger ordnet Akerman als bedeutendste Regisseurin der Filmgeschichte ein.[8]
- Im Mai 2019 widmete die Filmzeitschrift Camera Obscura ihre 100. Ausgabe dem Werk von Chantal Akerman. Darin bezeichnete Patricia White den Film Ich, du, er, sie (Je tu il elle) als „Meilenstein in der Geschichte der filmischen Darstellung lesbischer Liebe“.[9]
- Im Oktober 2020 erhielt der von Bäumen gesäumte Mittelstreifen der Rue Sorbier im 20. Arrondissement von Paris den ihrem Andenken gewidmeten Namen Allée Chantal Akerman.[10]
- Im Jahr 2022 gewann ihr Spielfilm Jeanne Dielman die alle zehn Jahre stattfindende Umfrage der vom British Film Institute (bfi) herausgegebenen Zeitschrift Sight & Sound zu den besten Filmen aller Zeiten. Es war das erste Mal, dass das Werk einer Regisseurin den ersten Platz belegte.[11]

## DVD
- Die Gefangene. Nach Motiven von Marcel Proust. filmedition suhrkamp 2009. ISBN 978-3-518-13509-9.

## Schriften
- Eine Familie in Brüssel. Übersetzung von Claudia Steinitz. Diaphanes Verlag, Zürich 2025, ISBN 978-3-0358-0756-1.
- Meine Mutter lacht. Übersetzung von Claudia Steinitz. Diaphanes Verlag, Zürich 2022, ISBN 978-3-0358-0551-2.
- Jeanne Dielman Je, tu, il, elle. Edizioni delle donne, Mailand 1979 (italienisch)